# Чагарниковий тапакуло
Чагарниковий тапакуло (Melanopareia) — рід горобцеподібних птахів, єдиний у родині Melanopareiidae. Містить 5 видів.

## Таксономія
Традиційно рід відносили до родини галітових (Rhinocryptidae). Дослідження 2007 року показали, що рід є примітивнішою базальною групою Formicaroidea, тому було запропоновано виокремити його у власну родину.

## Поширення
Представники роду поширені в Південній Америці від Еквадору та Центральної Бразилії на південь до Північної Аргентини.

## Опис
Дрібні птахи завдовжки 14-16 см, вагою 16-23 г. У них відносно довгі хвости в порівнянні з галітовими. Обов'язково присутня чорна смужка на грудях у формі півмісяця.

## Спосіб життя
Чагарникові тапакуло мешкають у посушливих регіонах у заростях чагарників та рідколіссях. Про раціон птахів даних немає.

## Види
- Melanopareia bitorquata
- Тапакуло рудокрилий (Melanopareia elegans)
- Тапакуло маранонський (Melanopareia maranonica)
- Тапакуло південний (Melanopareia maximiliani)
- Тапакуло північний (Melanopareia torquata)